# Cienka
Cienka (dawniej Jasionka lub Jasienica) – struga, prawy dopływ Rządzy o długości 30,69 km.
Rzeka płynie na Nizinie Mazowieckiej. Jej źródła znajdują się niedaleko miasta Dobre. Przepływa m.in. przez miejscowości Głęboczyca, Kąty-Miąski, Rudniki, Dzięcioły, Tłuszcz, Jasienica, Klembów, za którym uchodzi do Rządzy. Wizerunek obu rzek znajduje się w herbie gminy Klembów. Rzeki symbolizowane są przez złoty falisty rosochacz (figurę zaszczytną) umieszczony w zielonym polu.
Cienka jest częściowo uregulowana, jednak na wielu odcinkach swobodnie meandruje. W dolnym biegu na wysokości wsi Jasienica znajdują się w kilometrowych odstępach 3 mosty kolejowe wybudowane w XIX i XX w. Żyją w niej bobry.
Dopływami Cienkiej są m.in. Borucza (lewym, w okolicy miejscowości Kąty-Wielgi i Radziowizna) i niżej Rynia (dopływ Cienkiej) (prawym, w okolicy wsi Kury i Stryjki). Rynia była w średniowieczu uważana za rzekę główną (do której wpadała Cienka) i jej nazwa ma związek z 2 miejscowościami o tej samej nazwie: Rynią spod której wypływa, oraz Rynią, gdzie uchodzą do Narwi (obecnie Zalewu Zegrzyńskiego) jej wody, płynąc wcześniej strugami Cienką i Rządzą.